# Opius alutacipectus
Opius alutacipectus är en stekelart som beskrevs av Fischer 1968. Opius alutacipectus ingår i släktet Opius och familjen bracksteklar. Inga underarter finns listade i Catalogue of Life.